# Ealdwulf de Estanglia
Ealdwulf (o Aldwulf) fue rey de Estanglia entre 663 y 713. Sus cuarenta y nueve años de son un récord en longevidad, solo comparables a los reinados de Æthelbald de Mercia y Offa de Mercia. Su extenso reinado refleja el éxito de las alianzas formadas en las décadas anteriores a su acenso al trono. Durante su reinado, Estanglia experimentó un largo periodo de estabilidad y crecimiento, al igual que su principal centro comercial de Gipeswic (ahora Ipswich).

## Orígenes y niñez
Ealdwulf fue hijo de Æthilric y nieto de Eni. Pertenecía a la dinastía de los Wuffingas que gobernaron Estanglia, un reino anglosajón independiente que comprendía los actuales condados ingleses de Norfolk y Suffolk y parte de los Fens. Su padre Æthilric puede haber sido la misma persona que Ecgric, rey de Estanglia fallecido en batalla alrededor 636. Su madre Hereswith, era hija de Hereric y Breguswith (sobrino de Edwin de Northumbria), pertenecía a la familia real Northumbriana.
Poco después de convertirse en rey en 616, Edwin mató a Ceretic de Elmet, después del asesinato del padre exiliado de Hereswith. Hereswith pudo haber sido bautizada por Paulino de York en 626, junto con su hermana Hilda, Edwin y otros miembros de su familia. El matrimonio de Æthilric y Hereswith tuvo lugar entre 626 y 633, antes de que Edwin fuera asesinado por Cadwallon ap Cadfan, y creó la expectativa de que Æthilric sería un marido cristiano y probablemente rey de los Estanglia. Este matrimonio selló el pacto familiar entre Æthilric y Edwin.
Durante la niñez de Ealdwulf, Félix de Borgoña y Furseo predicaban activamente en Estanglia. De niño, se dice que Ealdwulf vio para sí el templo que contenía los altares cristianos y paganos que Rædwald de Estanglia había mantenido, aunque. este testimonio pudo haber sido obra de Beda. Æthilric murió antes de 647, tras lo que su viuda partió hacia la Galia para seguir la vida religiosa. No sabemos si Ealdwulf acompañó su madre, o si permaneció en Estanglia durante los movidos reinados de sus tres tíos — Anna, Aethelhere y Æthelwold. Probablemente se quedara y actuara como ealdorman, ya que contaba con 20 años en esa época. 

## Reinado
Ealdwulf, que subió al trono en 663, fue el último rey de Estanglia del que Beda supo algo. Al inicio de su reinado, una gran peste barrió los reinos anglosajones. En algún momento, Boniface de Dommoc fue el único obispo inglés consagrado desde Canterbury.
En 669, el Papa Vitaliano envió a Teodoro de Tarso y su ayudante Hadrian a Canterbury, donde Ecgberto, hijo de Earcomberto de Kent, era rey. Teodoro creó una gran escuela y comenzó a reformar la Iglesia de Inglaterra. Bisi fue nombrado Obispo de Dommoc. En York creó obispo de Northumbria a Wilfrid y envió al titular, Chad, primero a Lastingham como abad y luego como obispo a Lichfield en Mercia. Oswiu de Northumbria murió en 670 y fue enterrado cerca de Edwin en Whitby: su viuda Eanfled también se retiró para vivir junto a Hilda, tía materna de Ealdwulf. Oswiu fue sucedido por Ecgfrido, cuya mujer Eteldreda quedó virgen.

### Patronato monástico y división de la diócesis

Las diócesis anglosajonas antes de que 925

En 672, Eteldreda tomó sus votos con la ayuda de Wilfrid, a quien cedió una propiedad en Hexham, y después de un año escapó a sus propiedades de Ely en Estanglia, donde fundó un monasterio doble, el origen de la gran abadía medieval. Entretanto, en Kent, su sobrino Ecgbert estableció el monasterio de Minster-en-Thanet, gobernado por su prima Eormenburga, esposa de Merewalh. En 673, Ecgbert fue sucedido por su hermano Hlothhere y su madre Seaxburga, hermana de Eteldreda, se estableció en el monasterio de Minster-en-Sheppey en la Isla de Sheppey.
El gobierno de Ely y Sheppey por dos reinas nacidas en Estanglia creó un eje de influencia. Teodoro notificó a Ecgfrith que no podía volver a casarse dentro de la Iglesia mientras Eteldreda viviera, negándole un heredero legítimo. Poco después, con el Obispo Bisi enfermo,  dividió el obispado de Dommoc, creando una segunda sede. El obispo Æcci fue nombrado para Dommoc y Baduwine para Helmham. El abad Botolph murió en 674 en Iken y fue sucedido por Æthelheah.

### Influencia en Lindsey

Un mapa de los reinos anglosajones

El nombre y dinastía de la reina de Ealdwulf es desconocida. Tuvieron al menos dos niños, su heredero Ælfwald y Ecgburga, que sería abadesa. A la muerte de Wulfhere de Mercia hacia 675, su viuda Eormenhilda se unió a su madre en Minster-en-Sheppey y su hermano Aethelred, cuya mujer Osthryth era hija de Oswaldo de Bernicia, le sucedió en el trono. Desde la época de Raedwald el gobierno de Lindsey había estado disputado entre Mercia y Northumbria, pero después de una batalla en 679 Mercia se impuso. Estanglia reconoció la influencia creciente de Mercia.

### Conflicto con Wessex
En 685 dos acontecimientos fortalecieron el poder de Mercia: Kent se vio sumergido en una guerra civil en la que Hlothhere pereció, y Ecgfrith de Northumbria murió en una expedición contra los Pictos. Ealdwulf fue uno de los tres reyes anglos, junto con Æthelred de Mercia y Aldfrith, a los que el Papa Sergio dirigió una carta en 692 instando la aceptación de Berhtwald de Reculver como sucesor de Teodoro en Canterbury. Poco después, Kent fue invadido por Caedwalla de Wessex: durante una primera invasión, su hermano Mul fue capturado y quemado junto con su guardaespaldas. Después, Caedwalla abdicó para ingresar en la vida religiosa. Mientras que Wihtred, hijo de Ecgbert, tomaba posesión de Kent, Ine comenzaba su reinado en Wessex. Es posible que Ealdwulfo ayudara a Kent contra Wessex. En 693-694 Ine obligó a Kent a pagar una compensación por la muerte de Mul, pero también, según Guillermo de Malmesbury, expulsó a la nobleza de Estanglia y les hizo huir. Esto quizás ocurrió en Kent, dado que Ealdwulf no fue derrocado.

### Relaciones con Mercia
Las posesiones de Estanglia se ampliaron en Ely en 696, cuando Seaxburga trasladó los restos incorruptos de Eteldreda a la iglesia de monasterio. Seaxburga murió en 699 y fue sucedida en Ely por Eormenhilda. El poder de Mercia en Lindsey fue reforzado en el monasterio real de Bardney, junto a Lincoln: la reina Osthryth depositó las reliquias de su padre Oswald allí, pero fue asesinada por mercianos en 697. Æthelred abdicó y se retiró a Bardney en 704, siendo sucedido por su sobrino, Coenred, hijo de Wulfhere y Eormenhilda. Su hija Werburga entró en la familia real de Mercia al casarse con Æthelred, hijo de Ceolred. La dependencia de Essex con respecto a Mercia queda demostrada por los diplomas de Coenred, y encontramos un acuerdo amigable cuando Coenred y Offa de Essex abdican juntos para ir a Roma en peregrinación en 709. La posición de Ealdwulf quedó protegida por la inversión completa de su familia en las dinastías circundantes y su patronaje de casas religiosas principales.
Los últimos años del reinado de Ealdwulf estuvieron marcados por el insatisfactorio gobierno de Ceolred, que agotó los recursos monásticos para mantener su estilo de gobierno. En este tiempo el ermitaño Guthlac vivía en Crowland. Su retiro se convirtió en refugio para Æthelbald, un pretendiente al trono de Mercia, que parece haber recibido ánimos y protección por parte de la nobleza de Estanglia. Aun así este desarrollo, extremadamente importante en su resultado, aún no había llegado a su fin a la muerte de Ealdwulf en 713, dejando a su hijo Ælfwald como heredero.